# Татјана Снежина
Татјана Снежина (рус. Татьяна Снежина; 4. мај 1972 — 21. август 1995) је била руска песникиња и певачица. Њено првобитно породично име је Печjонкина (рус. Печёнкина). Написала је више од 200 песама које је изводила сама и – након њене смрти – многи руски популарни уметници.

## Рани живот
Татјана је рођена у Ворошиловграду 14. маја 1972. године. Њен отац је био војни официр. Њена мајка је била технолог у фабрици. Убрзо након њеног рођења, породица се преселила у Петропавловск Камчатски, где је Татјана похађала школу број 4 и почела да учи у локалној музичкој школи. 1981. године породица се преселила у Москву. У том периоду почела је да изводи песме сопствене композиције. 1992. године породица се преселила у Новосибирск. Татјана се уписала на Новосибирски медицински институт.

## Професионална певачка каријера
Године 1993. Татјана је узела псеудоним Снежина и почела да ради на свом првом албуму "Вспомни со мной" (срп. Вспомни со мној) који је садржао 21 песму коју је написала Татјана. Године 1994. први пут је наступила на сцени Московског државног позоришта Естрада. Била је тема извештаја на Радију Русија.
Упознала је Сергеја Бугајова, музички продуцента и шефа студија за снимање, и он је постао њен продуцент. Убрзо су започели аферу. Планирали су да се венчају 13. септембра 1995. године.

## Смрт
Татјана Снежина и Сергеј Бугајов погинули су у саобраћајној незгоды на 106. километру аутопута Р256, који се налази у Черепановском реjону Новосибирске области 21. августа 1995. године.
У почетку је сахрањена на Зајелцовском гробљу у Новосибирску, али је касније поново сахрањена на гробљу Тројекуровское у Москви.

## После смрти
Године 1997. Ала Пугачова је на Фестивалу Славјанског базара извела песму Татјане Снежине "Позови меня с собой" (срп. Позови ме с собој), и постала је хит плоча. У 2015. години, текст ове песме заузео је 23. место у топ-100 најпознатије руске поезије у историји.
Крајем 1990-их - почетком 2000-их, песме које је написала Татјана Снежина изводили су многи познати уметници, као што су Јосепх Кобзон, Цхристина Орбакаите, Лолита Миљавска, Михаил Шуфутински, Лада Данце, Лев Лесхцхенко, Алице Мон, Татјана Буланова и тако даље.

## Наслеђе
- 1998. године један од врхова Алтајских планина (44° 58' 30.313" N; 79° 19' 55.247" E) добио је име по Татјани Снежиној.
- Од 2008. године у Новосибирску се одржава годишњи телевизијски конкурс младих песника „Ординка“ посвећен сећању на Татјану Снежину и Сергеја Бугајева.[4][5]
- 2010. године у Луганску је отворен бронзани споменик Татјани Снежини.[6]
- 2011. године једна од улица у Новосибирску добила је име по Татјани Снежини.[7]
- 2013. године у Новосибирску је отворен споменик Татјани Снежини.[8]